# El Fondo
|  | Per a altres significats, vegeu Fondo |

El Fondo és una zona humida que es localitza entre les localitats de Crevillent i Elx, en la comarca del Baix Vinalopó. S'inclou dins del Parc Natural del Fondo.